# Пам'ятки історії Пулинського району
У Пулинському районі Житомирської області на обліку перебуває 53 пам'ятки історії.
| №п/п | Охоронний номер | Найменування пам'ятки                                            | Адреса                                                                 | Рік      | Автор | № рішення про взяття на державний облік | Фото |
| ---- | --------------- | ---------------------------------------------------------------- | ---------------------------------------------------------------------- | -------- | ----- | --------------------------------------- | ---- |
| 1.   | 1235            | Братська могила радянських воїнів. Поховано 94 чол.              | смт Пулини, Пулинська сел. Рада, на кладовищі.                         | 1958     | -     | №442 від 29.09.1969р.                   |      |
| 2.   | 1804            | Пам'ятник першим механізаторам району.                           | смт Пулини, Пулинська сел. Рада, у дворі сільгосптехніки.              | 1967     | -     | №388 від 06.09.1976р.                   |      |
| 3.   | 1805            | Братська могила учасників громадянської війни. Поховано 10 чол.  | смт Пулини, Пулинська сел. Рада, на кладовищі.                         | 1968     | -     | №388 від 06.09.1976р.                   |      |
| 4.   | 2399            | Пам'ятник воїнам-землякам.                                       | смт Пулини, Пулинська сел. Рада, біля Будинку культури.                | 1971     | -     | №559 від 26.12.1979р.                   |      |
| 5.   | 1210            | Братська могила радянських воїнів. Поховано 1805 чол.            | с. Андрїївка, Андріївська с/р, на південній околиці села.              | 1955     | -     | №442 від 29.09.1969р.                   |      |
| 6.   | 2396            | Пам'ятник воїнам 5-ї Армії.                                      | с. Андріївка, Андріївська с/р, на південній околиці села.              | 1976     | -     | №559 від 26.12.1979р.                   |      |
| 7.   | 2923            | Пам'ятник воїнам-визволителям.                                   | с. Бабичівка, Бабичівська с/р, на трасі Житомир — Новоград-Волинський. | 1990     | -     | №390 від 08.10.1992р.                   |      |
| 8.   | 1212            | Братська могила радянських воїнів. Поховано 7 чол.               | с. Білка, Старомайданська с/р, в центрі села.                          | 1950     | -     | №442 від 29.09.1969р.                   |      |
| 9.   | 1798            | Братська могила радянських воїнів. Поховано 4 чол.               | с. Будище, Бабичівська с/р, на кладовищі.                              | 1956     | -     | №388 від 06.09.1976р.                   |      |
| 10.  | 1213            | Братська могила радянських воїнів. Поховано 19 чол.              | с. Великий Луг, Великолугівська с/р, біля клубу.                       | 1959     | -     | №442 від 29.09.1969р.                   |      |
| 11.  | 1799            | Група (2) братських могил радянських воїнів. Поховано 3 чол.     | с. Веснянка, Кошелівська с/р, на кладовищі.                            | 1950     | -     | №388 від 06.09.1976р.                   |      |
| 12.  | 1214            | Братська могила радянських воїнів. Поховано 8 чол.               | с. В'юнки, В'юнківська с/р, в центрі села.                             | 1960     | -     | №442 від 29.09.1969р.                   |      |
| 13.  | 1215            | Братська могила радянських воїнів. Поховано 11 чол.              | с. Грузливець, Стрибізька с/р. в центрі села.                          | 1955     | -     | №442 від 29.09.1969р.                   |      |
| 14.  | 2586            | Могила Венгловського Ф. — радянського партизана.                 | с. Зелена Діброва, Теньківська с/р.                                    | 1958     | -     | № 468 від 29.10.1983 р.                 |      |
| 15.  | 1216            | Братська могила радянських воїнів. Поховано 6 чол.               | с. Зелена Поляна, Зеленополянська с/р, на кладовищі.                   | 1955     | -     | №442 від 29.09.1969р.                   |      |
| 16.  | 2539            | Пам'ятник воїнам-односельчанам.                                  | с. Івановичі, Івановицька с/р, біля Будинку культури.                  | 1981     | -     | № 22 від 21.01.1983р.                   |      |
| 17.  | 1800            | Пам'ятник воїнам-односельчанам.                                  | с. Колодіївка, Ялинівська с/р, в центрі села.                          | 1966     | -     | № 388 від 06.09.1976р.                  |      |
| 18.  | 1801            | Могила радянського воїна.                                        | с. Корчівка, Мартинівська с/р, на кладовищі.                           | 1946     | -     | № 442 від 29.09.1969р.                  |      |
| 19.  | 1810            | Пам'ятник воїнам-односельчанам.                                  | с. Корчівка, Мартинівська с/р, в центрі села.                          | 1971     | -     | № 388 від 06.09.1976р.                  |      |
| 20.  | 2397            | Братська могила радянських воїнів. Поховано 5 чол.               | с. Корчівка, Мартинівська с/р, біля школи.                             | 1946     | -     | №559 від 26.12.1979р.                   |      |
| 21.  | 1217            | Братська могила радянських воїнів. Поховано 8 чол.               | с. Кошелівка, Кошелівська с/р, в центрі села.                          | 1948     | -     | №442 від 29.09.1969р.                   |      |
| 22.  | 1211            | Братська могила радянських воїнів. Кількість похованих невідома. | с. Курне, Курненська с/р,на кладовищі.                                 | 1960     | -     | №390 від 08.10.192р.                    |      |
| 23.  | 1218            | Братська могила радянських воїнів. Поховано 40 чол.              | с. Курне, Курненська с/р, в центрі села.                               | 1960     | -     | №442 від 29.09.1969р.                   |      |
| 24.  | 1219            | Братська могила радянських воїнів. Поховано 24 чол.              | с. Мартинівка, Мартинівська с/р, на східній околиці села.              | 19581990 | -     | №442 від 29.09.1969р.                   |      |
| 25.  | 1802            | Братська могила радянських воїнів. Кількість похованих невідома. | с. Мирне, Зеленополянська с/р, на кладовищі.                           | 1947     | -     | №388 від 06.09.1976р.                   |      |
| 26.  | 1803            | Братська могила радянських воїнів. Поховано 11 чол.              | с. Неборівка, Мартинівська с/р, біля клубу.                            | 1957     | -     | №442 від 29.09.1969р.                   |      |
| 27.  | 1220            | Братська могила радянських воїнів. Поховано 7 чол.               | с. Новий Завод, Новозаводська с/р, біля клубу.                         | 1954     | -     | №442 від 29.09.1969р.                   |      |
| 28.  | 2924            | Братська могила радянських воїнів. Кількість похованих невідома. | с. Новий Завод, Новозаводська с/р, на кладовищі.                       | 1954     | -     | №390 від 08.10.1992р.                   |      |
| 29.  | 1221            | Братська могила радянських воїнів. Поховано 19 чол.              | с. Новини, Великолугівська с/р, біля клубу.                            | 1959     | -     | №442 від 29.09.1969р.                   |      |
| 30.  | 1222            | Могила Боброва О.В.                                              | с. Очеретянка, Очеретянська с/р, в центрі села.                        | 1957     | -     | №442 вд 29.09.1969р.                    |      |
| 31.  | 1228            | Пам'ятник воїнам-односельчанам.                                  | с. Павлівка, Павлівська с/р.                                           | 1960     | -     | №442 від 29.09.1969р.                   |      |
| 32.  | 1223            | Братська могила радянських воїнів і партизанів. Поховано 18 чол. | с. Пулино-Гута, Пулино-Гутянська с/р, в центрі села.                   | -        | -     | №442 від 29.09.1969р.                   |      |
| 33.  | 1224            | Братська могила радянських воїнів. Поховано 55 чол.              | с. Рудокопи, Андріївська с/р,в центрі села.                            | 1960     | -     | №442 від 29.09.1969р.                   |      |
| 34.  | 1225            | Братська могила радянських воїнів. Поховано 5 чол.               | с. Слобідка, Стрибізька с/р, в центрі села.                            | 1958     | -     | №442 від 29.09.1969р.                   |      |
| 35.  | 2398            | Могила Вірченко Г.П.                                             | с. Слобідка, Стрибізька с/р, на південній околиці села.                | 19651988 | -     | №559 від 26.12.1979р.                   |      |
| 36.  | 1227            | Братська могила радянських воїнів. Поховано 238 чол.             | с. Соколів, Соколівська с/р, в центрі села.                            | 1956     | -     | №442 від 29.09.1969р.                   |      |
| 37.  | 2540            | Пам'ятник воїнам-односельчанам.                                  | с. Стара Олександрівка, Ялинівська с/р, біля Будинку культури.         | 1979     | -     | №22 від 21.01.1983р.                    |      |
| 38.  | 1226            | Братська могила радянських воїнів. Поховано 22 чол.              | с. Старий Майдан, Старомайданська с/р, в центрі села.                  | 1954     | -     | №442 від 29.09.1969р.                   |      |
| 39.  | 1228            | Братська могила радянських воїнів. Кількість похованих невідома. | с. Стрибіж, Стрибізька с/р, біля клубу.                                | 1960     | -     | № 442 від 29.09.1969р.                  |      |
| 40.  | 1230            | Братська могила радянських воїнів. Поховано 79 чол.              | с. Теньківка, Теньківська с/р. біля клубу.                             | 1955     | -     | №442 від 29.09.1969р.                   |      |
| 41.  | 2925            | Братська могила радянських воїнів. Кількість похованих невідома. | с. Теньківка, Теньківська с/р, на кладовищі.                           | 1955     | -     | №390 вд 08.10.1992р.                    |      |
| 42.  | 1229            | Братська могила радянських воїнів. Поховано 5 чол.               | с. Тетірка, Тетірська с/р, біля клубу.                                 | 1959     | -     | № 442 від 29.09.1969 р.                 |      |
| 43.  | 2926            | Група (2) могил радянських воїнів.                               | с. Тетірка, Тетірська с/р, на кладовищі.                               | 1955     | -     | №390 від 08.10.1992р.                   |      |
| 44.  | 1807            | Братська могила радянських воїнів. Поховано 6 чол.               | с. Ужівка, Кошелівська с/р, на кладовищі.                              | 1947     | -     | №388 від 06.09.1976р.                   |      |
| 45.  | 1231            | Братська могила радянських воїнів. Поховано 134 чол.             | с. Улашанівка, Андріївська с/р, на кладовищі.                          | 1968     | -     | №442 від 29.09.1969р.                   |      |
| 46.  | 1232            | Братська могила радянських воїнів. Поховано 4 чол.               | с. Ходорівка, Тетірська с/р, в центрі села.                            | 19611987 | -     | №442 від 29.09.1969р.                   |      |
| 47.  | 1233            | Братська могила радянських воїнів.                               | с. Цвітянка, Курненська с/р, біля клубу.                               | 1960     | -     | №442 від 29.09.1969р.                   |      |
| 48.  | 1234            | Братська могила радянських воїнів. Поховано 7 чол.               | с. Цвітянка, Курненська с/р, біля льонозаводу.                         | 1960     | -     | №442 від 29.09.1969р.                   |      |
| 49.  | 1806            | Пам'ятник воїнам-односельчанам.                                  | с. Чернявка, Пулино-Гутянська с/р, в центрі села.                      | 1967     | -     | №388 від 06.09.1976р.                   |      |
| 50.  | 1236            | Братська могила радянських воїнів. Поховано 3 чол.               | с. Юлянівка, Ялинівська с/р, на кладовищі.                             | 1960     | -     | №442 від 29.09.1969р.                   |      |
| 51.  | 1809            | Братська могила жертв фашизму. Кількість похованих невідома.     | с. Ягодинка, Червоноармійська сел. Рада. На єврейському кладовищі.     | 1965     | -     | №388 від 06.09.1976р.                   |      |
| 52.  | 2400            | Пам'ятник воїнам-односельчанам.                                  | с. Ялинівка, Ялинівська с/р, в центрі села.                            | 1975     | -     | №559 від 26.12.1979р.                   |      |
| 53.  | 1808            | Могила Бортукова О. П. — радянського воїна.                      | с. Ясна Поляна, Очеретянська с/р, в центрі села.                       | 1967     | -     | №388 від 26.09.1976р.                   |      |
|      |                 |                                                                  |                                                                        |          |       |                                         |      |